# Federico Ricci
 (janvier 2015).
Si vous disposez d'ouvrages ou d'articles de référence ou si vous connaissez des sites web de qualité traitant du thème abordé ici, merci de compléter l'article en donnant les références utiles à sa vérifiabilité et en les liant à la section « Notes et références ».
Pour les articles homonymes, voir Ricci.
Federico Ricci (Naples, le 22 octobre 1809 - Conegliano, 10 décembre 1877) est un compositeur italien.

## Biographie
Il a collaboré avec son frère aîné Luigi Ricci dans diverses œuvres.
Son neveu Luigi Ricci-Stolz, aussi appelé Luigino (1852-1906), a été également compositeur.
Federico Ricci a étudié la musique au Conservatoire de San Sebastiano à Naples, sous la direction de Niccolò Antonio Zingarelli et de Pietro Raimondi.
Son premier succès a été La prigione di Edimburgo et poursuivant dans cette ligne artistique, il a continué à utiliser des sujets sérieux, parmi lesquels Corrado d'Altamura a obtenu un grand succès.
Il est allé à Vienne où il a reçu un accueil divers[pas clair] et ensuite à Saint-Pétersbourg, ville où il a assumé la direction du théâtre impérial pendant seize ans, sans écrire d'opéras.
En 1869, il est allé à Paris, où il a composé Une folie à Rome. En 1870 à Crémone, il a créé un pastiche, La vergine di Kermo, contenant de la musique de Pedrotti, Antonio Cagnoni, Ponchielli, Pacini, Rossi, et Alberto Mazzucato.
Outre ses dix-neuf opéras, dont quatre écrits en collaboration avec son frère, il a écrit six messes, une cantate et d'autres pièces vocales. En particulier, il a écrit le Recordare Jesu pie de la Messa per Rossini.

## Opéras
- Il colonnello (avec Luigi Ricci, livret de Jacopo Ferretti) (14 mars 1835, Naples, Teatro del Fondo)
- Monsieur de Chalumeaux (livret de Jacopo Ferretti) (14 juin 1835, Venise, Teatro S. Benedetto)
- Il disertore per amore (avec Luigi Ricci, livret de Jacopo Ferretti) (13 février 1836, Naples, Teatro del Fondo)
- La prigione di Edimburgo  (livret de Gaetano Rossi d'après The Heart of Midlothian de Walter Scott) (13 mars 1838, Trieste, Teatro Grande)
- Un duello sotto Richelieu (livret de F. dall'Ongaro) (7 août 1839, Milan, la Scala)
- Luigi Rolla e Michelangelo (livret de S. Cammarano) ) (30 mars 1841, Florence, Teatro della Pergola)
- Corrado d'Altamura (livret de G. Sacchéro) (16 novembre 1841, Milan, La Scala)
- Vallombra (livret de G. Sacchéro) (26 décembre 1842, Milan, La Scala)
- Isabella de'Medici (livret de A. Gazzoletti) (9 mars 1845, Trieste, Teatro Grande)
- Estella di Murcia (livret de Francesco Maria Piave)  (26 février 1846, Milan, La Scala)
- L'amante di richiamo (avec Luigi Ricci, livret de F. dall'Ongaro) (13 juin 1846, Turin, Teatro Angennes)
- Griselda (livret de Francesco Maria Piave)  (13 mars 1847, Venise, La Fenice)
- Crispino e la comare, ossia Il medico e la morte (avec Luigi Ricci, livret de Francesco Maria Piave) (28 février 1850, Venise, San Benedetto)
- I due ritratti (21 novembre 1850, Venise, Teatro S. Benedetto)
- Il marito e l'amante (livret de Gaetano Rossi)  (9 juin 1852, Vienne, Theater am Kärntnertor)
- Il paniere d 'amore (25 mai 1853, Vienne, Theater am Kärntnertor)
- Une folie à Rome (livret de V. Wilder) (30 janvier 1869, Paris, Fantaisies Parisiennes).
- Le docteur Rose, ou La dogaresse (livret de É. de Najac)  (10 février 1872, Paris, Théâtre des Bouffes-Parisiens)
- Don Chisciotte (d'après Miguel de Cervantes) (1876, inachevé)

## Source
- (it)/(en) Cet article est partiellement ou en totalité issu des articles intitulés en italien « Federico Ricci » (voir la liste des auteurs) et en anglais « Federico Ricci » (voir la liste des auteurs).